# Sen Senra
Christian Senra Bértolo (né le 12 décembre 1995 de San Miguel de Presqueiras, Forcarei), mieux connu sous le nom de scène Sen Senra, est un musicien espagnol. 

## Biographie
Élevé à Vigo, dans le quartier de Castrelos, fils d'un employé de friterie et d'une maçonne,, il joue au football et commence à jouer, dirigeant le groupe Demonhigh avec des amis du lycée à l'âge de quinze ans. Senra étudie au CEIP Canicouva et plus tard à l'Instituto Santa Irene,. Il abandonne ses études pour se consacrer à la musique ; alors qu'il commence à développer sa carrière musicale, il déménage à Madrid, d'abord dans le quartier de Puente de Vallecas, puis dans le quartier central de Las Letras.
Son premier album, Permanent Vacation, sort en 2015 : il le chante en anglais, et enregistre des voix et des instruments. Sur le deuxième album, The Art of Self-Pressure, en 2017, il chante également des chansons de rhythm and blues et de hip-hop en anglais, et collabore avec Royce Rolo. Le troisième, Sensaciones, est déjà traduit en espagnol et découvert sur le marché espagnol, avec plusieurs millions de vues en ligne. L'année suivante, en 2021, il sort Corazón cromado, où il collabore avec l'une des figures musicales de l'époque en Espagne, C. Tangana, et où il incorpore des morceaux de reggaeton. La tournée de cet album l'amène à donner des concerts dans toute l'Espagne, et devant près de 8 000 personnes sur la scène du WiZink (Madrid) en janvier 2022.
Durant son parcours, le musicien a collaboré avec Royce Rolo (Banana Bahía), Julieta Venegas, C. Tangana et des membres de Novedades Carminha.

## Style musical
Le style musical du musicien est considéré garage, bien qu'il le nie, et se situerait quelque part entre le RnB et la pop bien qu'il ait également été souligné qu'il partageait de nombreux éléments de la culture hip-hop. Il est comparé à Frank Ocean ou à Mac DeMarco.

## Discographie
- 2015 : Permanent Vacation
- 2017 : The Art of Self-Pressure (Cripis Editorial, produit par Carlos Pereiro)
- 2020 : Sensaciones (produit par Anxo Ferreira)
- 2020 : Perfecto (single)
- 2021 : Corazón cromado
- 2023 : PO2054AZ Vol.I
- 2024 : PO2054AZ Vol.II